# François Rastier
François Rastier (* 12. Februar 1945 in Toulouse) ist ein französischer Linguist und Semiotiker.
Rastier ist bekannt dafür, dass er eine gesamtheitliche Theorie interpretativer Semantik entwickelte: von der Ebene des Wortes bis zum Text, und ausgeweitet bis zum literarischen Korpus. Er arbeitete am Centre national de la recherche scientifique.
Einer der Forschungsschwerpunkte liegt im Bereich der Semiotik der Kulturen. Rastier arbeitete als Mitglied einer europäischen Projektgruppe, die sich mit der automatischen Erkennung von rassistischen Webauftritten befasste. Er hat verschiedene Studien zur Literatur der Vernichtung und zum Genre der Aussagen von Zeitzeugen veröffentlicht. Sein Buch über Primo Levis Gedichte Ulysse à Auschwitz wurde 2005 mit dem Preis der Fondation Auschwitz ausgezeichnet. In dem Buch Schiffbruch eines Propheten setzt sich Rastier kritisch mit der Interpretation Martin Heideggers nach dem Erscheinen der Schwarzen Hefte auseinander.

## Debatte um „Fake News“
Rastiers in Zeitungsartikeln geäußerter Vorwurf, der Ausschuss für Rechtsphilosophie, dem Heidegger angehörte, sei „in der Praxis“ am Holocaust beteiligt gewesen, wurde von Kaveh Nassirin als „ganz unhaltbar“ zurückgewiesen. Eine gemeinsame Replik von Sidonie Kellerer und François Rastier, die sich dem Vorwurf der „Fake News“ ausgesetzt sahen, erschien unter dem Titel Den Völkermördern entgegen gearbeitet, gefolgt von der Duplik Schiffbruch eines Semiotikers: Zu François Rastiers These einer Teilhabe von Martin Heidegger am Holocaust.